# Сызранский уезд
Сызранский уезд — административно-территориальная единица Симбирской губернии, существовавшая в 1780—1928 годах. Уездный город — Сызрань.

## Географическое положение
Уезд располагался на юге Симбирской губернии, граничил с Саратовской губернией и Самарской губернией по реке Волга. Площадь уезда составляла в 1897 году 8 015,6 верст² (9 122 км²), в 1926 году — 9 387 км².

## История
Уезд образован в 1775 года в результате реформы Екатерины II. 
В сентябре 1780 года вошёл в состав Симбирского наместничества, при этом Сызранский уезд потерял ряд территорий на создание Самарского уезда.

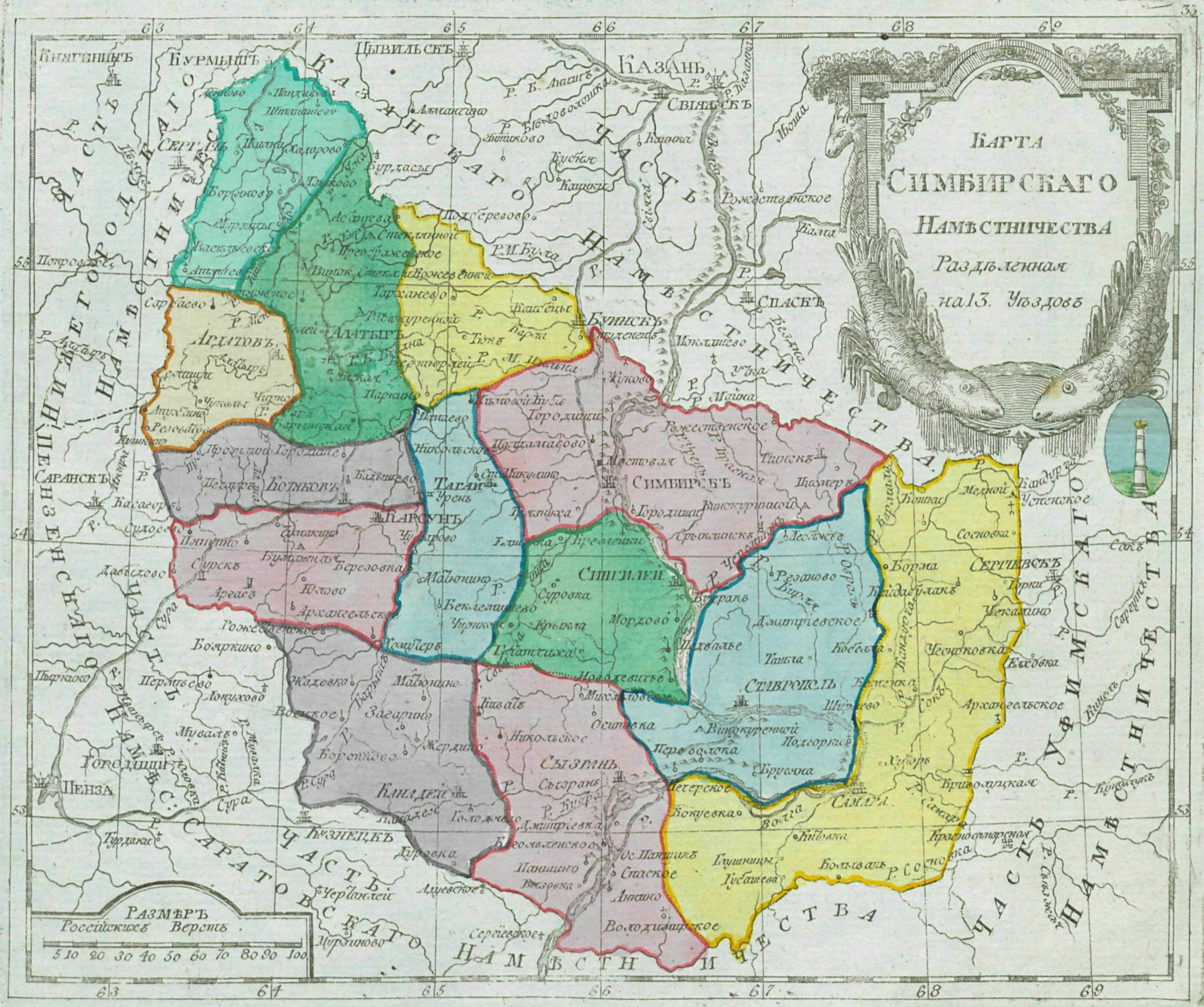
Карта Симбирского наместничества. 1792 г., разделённая на уезды.

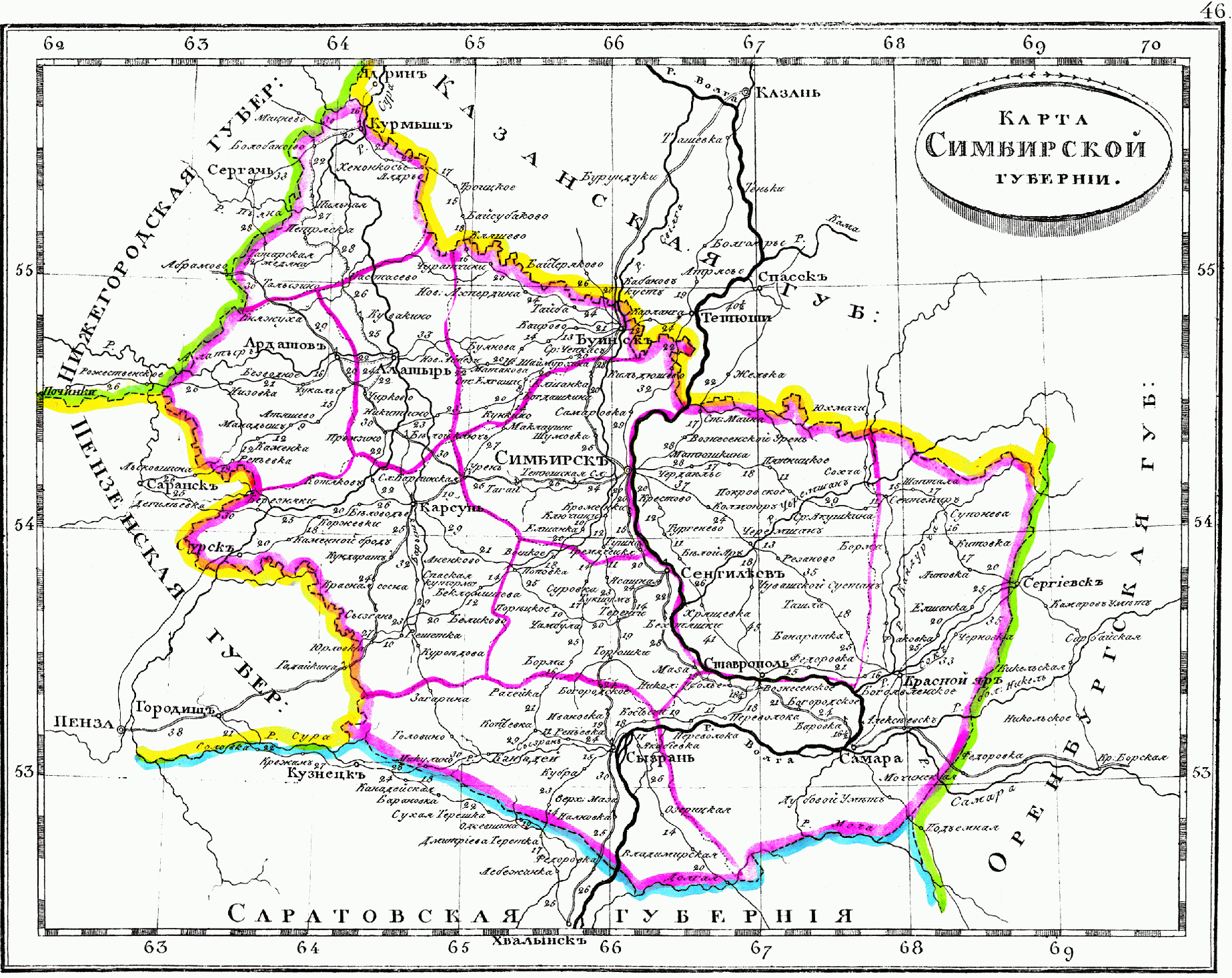
Карта Симбирской губернии поделённая на уезды. 1835 г.

С 1796 года в составе Симбирской губернии, к нему отошла большая часть территории упразднённого Канадейского уезда.                                                                                                                                                                                                                                      

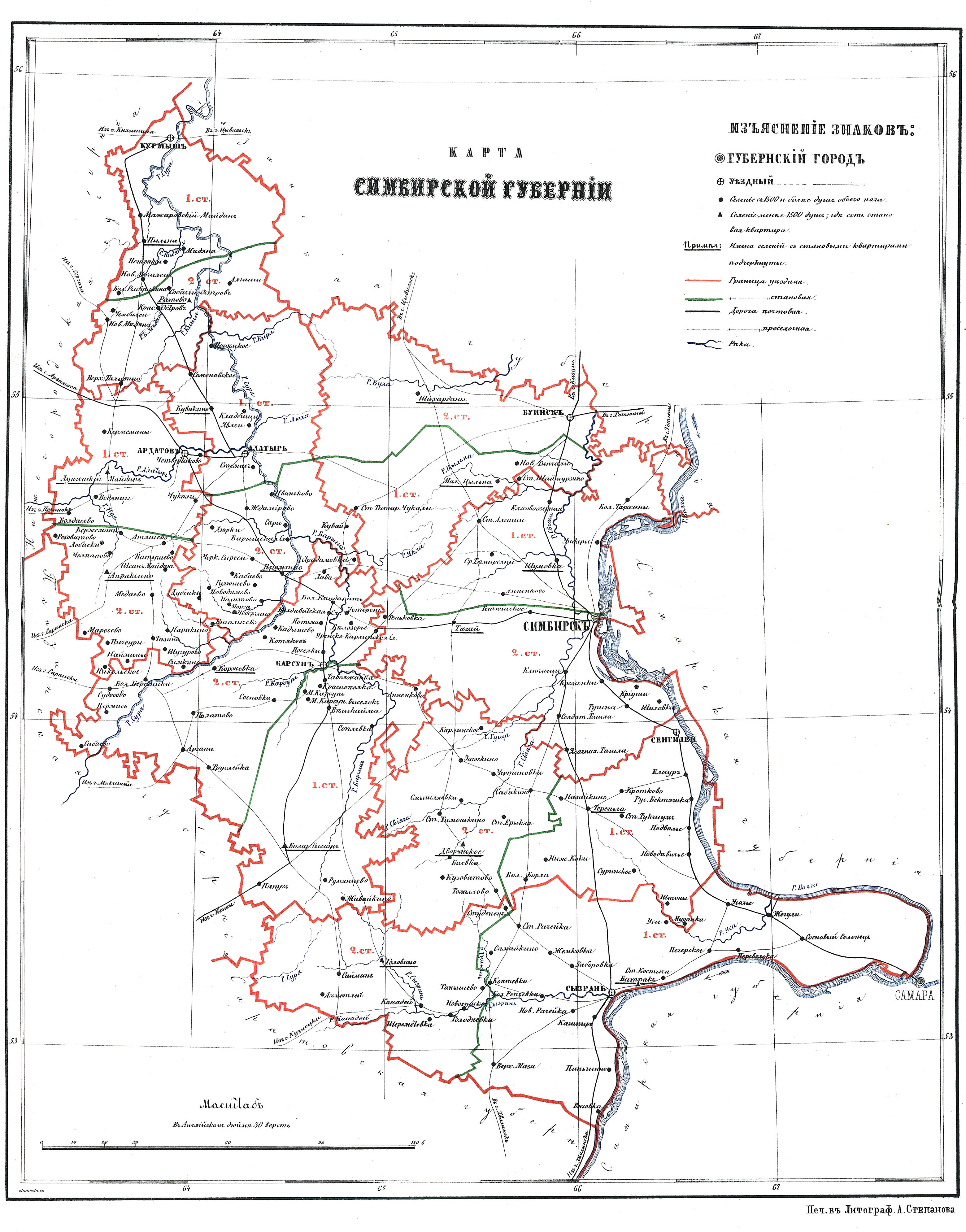
Карта Симбирской губернии 1859 г., разделённая на уезды.

В 1851 году, при создании Самарской губернии, Сызранскому уезду вернули восточную часть территории Самарского уезда, но при этом, часть северных территорий были переданы Сенгилеевскому уезду.                                                                                                 
С 1924 в составе Ульяновской губернии. В этом же году к уезду отошла часть территории упраздненного Сенгилеевского уезда.
В 1928 году Сызранский уезд был упразднён, на его территории образован Сызранский округ Средне-Волжской области. См. статью: Сызранский округ

## Население
По данным переписи 1897 года в уезде проживало 242 045 чел. В том числе русские — 88,7 %, мордва — 4,1 %, чуваши — 3,4 %, татары — 3,1 %. В городе Сызрань проживало 32 383 чел.
По итогам всесоюзной переписи населения 1926 года население уезда составило 335 326 человек, из них городское — 57 320 человек.

## Административное деление
В 1890 году в состав уезда входило 26 волостей:
| № п/п | Волость            | Волостное правление | Число селений | Население |
| ----- | ------------------ | ------------------- | ------------- | --------- |
| 1     | Аскульская         | с. Сосновый Солонец | 12            | 11007     |
| 2     | Больше-Сайманская  | д. Большой Сайман   | 5             | 8255      |
| 3     | Верхне-Мазинская   | с. Верхняя Маза     | 9             | 6173      |
| 4     | Головинская        | с. Головино         | 13            | 8008      |
| 5     | Головцевская       | с. Тимошкино        | 18            | 7055      |
| 6     | Жегулевская        | с. Жигули           | 17            | 9513      |
| 7     | Жедринская         | с. Жедрино          | 9             | 5940      |
| 8     | Заборовская        | с. Заборовка        | 17            | 8470      |
| 9     | Казаковская        | с. Казаковка        | 20            | 6713      |
| 10    | Канадейская        | с. Канадей          | 12            | 9335      |
| 11    | Кашпирская         | п. Кашпир           | 8             | 8442      |
| 12    | Никольская         | с. Никольское       | 6             | 6564      |
| 13    | Никулинская        | с. Поника           | 12            | 7064      |
| 14    | Новоспасская       | с. Новоспасское     | 11            | 6605      |
| 15    | Паньшинская        | с. Паньшино         | 7             | 8194      |
| 16    | Переволокская      | с. Печерское        | 3             | 5832      |
| 17    | Рачейская          | с. Старая Рачейка   | 6             | 10441     |
| 18    | Рождественская     | с. Рождественское   | 20            | 5987      |
| 19    | Репьёвская         | с. Репьёвка         | 7             | 6605      |
| 20    | Самайкинская       | с. Самайкино        | 11            | 7087      |
| 21    | Старо-Костычевская | с. Старые Костычи   | 10            | 6467      |
| 22    | Сызранская         | г. Сызрань          | 3             | 7129      |
| 23    | Томышевская        | с. Томышево         | 3             | 7598      |
| 24    | Троицкая           | с. Троицкое         | 15            | 7188      |
| 25    | Усинская           | с. Усинское         | 10            | 7553      |
| 26    | Усольская          | с. Усолье           | 18            | 8285      |

В 1913 году в уезде было 27 волостей, образована Осиновская волость (с. Осиновка).

## Известные люди
- Родившиеся в Сызранском уезде